# Dendropsophus shiwiarum
Espèce
Dendropsophus shiwiarum est une espèce d'amphibiens de la famille des Hylidae.

## Répartition
Cette espèce est endémique de l'Équateur. Elle se rencontre jusqu'à 550 m d'altitude dans les provinces de Napo, d'Orellana, de Pastaza et de Sucumbíos. Sa présence est incertaine au Pérou dans la région de Loreto.

## Publication originale
- Ortega-Andrade & Ron, 2013 : A new species of small tree frog, genus Dendropsophus (Anura: Hylidae) from the eastern Amazon lowlands of Ecuador. Zootaxa, no 3652, p. 163–178.